# Гуго Мойрер
Гуго Карл Август Меурер (нім. Hugo Karl August Meurer; 28 травня 1869 — 4 січня 1960) — німецький військово-морський діяч, віцеадмірал запасу рейхсмаріне (січень 1920).

## Біографія
Вступив на флот курсантом у квітні 1886 року. Під час Першої світової війни Мойрер командував лінкором SMS Deutschland, брав участь Ютландській битві. З 1916 року командував лінкором SMS König. З лютого 1918 року Мойрер командував спеціальними військово-морськими силами в Балтійському морі, з якими брав участь у втручанні Німеччини в громадянську війну у Фінляндії. У липні 1918 року він став першим тимчасовим, а в серпні постійним командиром 4-ї ескадри лінкорів, замінивши Вільгельма Сушона. Цей обов’язок він виконував до кінця війни. Ближче до кінця війни, будучи посланником командувача флотом Франца фон Гіппера, він обговорив умови здачі німецького флоту британським військово-морським силам.
Після закінчення війни Мойрер служив командувачем Балтійським морським районом. В січні 1920 року звільнений у відставку.

## Нагороди
- Столітня медаль
- Орден Подвійного дракона 3-го ступеня, 1-й клас (Китай; 11 травня 1907)
- Орден Святих Маврикія та Лазаря, командорський хрест (Королівство Італія)
- Орден Корони (Пруссія) 2-го класу з мечами
  - мечі (4 грудня 1917)
- Хрест «За вислугу років» (Пруссія) (1911)
- Залізний хрест 2-го і 1-го класу
- Рятувальна медаль
- Орден Червоного орла 2-го класу з дубовим листям, мечами і зіркою
  - зірка (31 травня 1918)
- Орден «За заслуги» (Баварія) 3-го класу з короною і мечами
- Орден Альберта (Саксонія), командорський хрест 2-го класу
- Орден Хреста Свободи 1-го класу з мечами і діамантами (Фінляндія; травень 1918)
- Почесний хрест ветерана війни з мечами